# VZ Рака
VZ Рака (лат. VZ Cancri) − переменная звезда типа RR Лиры. Находится в созвездии Рака. Это холодный белый гигант класса А.

## Исследования
По этой звезде проводились следующие исследования:
- Pulsation of the  Scuti star VZ Cancri (недоступная ссылка — история).
- Observations and a new interpretation for the Delta Scuti variable star VZ CANCRI